# Yang Dezhi
Yang Dezhi (Liling, 13 gennaio 1911 – Zhuzhou, 25 ottobre 1994) è stato un generale e politico cinese.
Fu un ufficiale militare anziano nella Cina del Nord al comando della 5ª Armata campale, un veterano della Guerra di Corea e un comandante in Cina durante la Guerra sino-vietnamita. Dopo il suo ritiro nel 1987, fu uno tra i pochi alti ufficiali militari ad opporsi alla repressione della Protesta di piazza Tienanmen nel 1989.